# Jennifer Morgan
 Jennifer Morgan, née le 21 avril 1966 à Ridgewood, est une militante écologiste américano-allemande spécialisée dans la politique sur le changement climatique. De 2016 à 2022, elle dirige l'organisation de protection de l'environnement Greenpeace International avec Bunny McDiarmid (en). Depuis 2022, elle est représentante spéciale pour la politique climatique internationale du ministère fédéral des Affaires étrangères en Allemagne sous la direction de la ministre Annalena Baerbock.

## Biographie

### Famille
Jennifer Morgan est né d'un employé de banque et d'une infirmière à Ridgewood, New Jersey. 

### Formation
Jennifer Morgan étudie les sciences politiques et l'allemand à partir de 1988 à l'université de l'Indiana à Bloomington. Elle obtient un baccalauréat ès arts. Elle est ensuite transférée à la School of International Service de l'American University à Washington, DC et y étudie les relations internationales. Elle obtient une maîtrise ès arts.

## Carrière

### Militante écologiste
De 1994 à 1996, Jennifer Morgan est coordinatrice de la section américaine du Climate Action Network. Elle dirige ensuite le Programme sur le changement climatique mondial du WWF de 1998 à 2006. Elle travaille alors comme directrice du changement climatique mondial pour le groupe de réflexion E3G (Third Generation Environmentalism) de 2006 à 2009. De 2009 à 2016, elle travaille comme directrice mondiale du programme climatique au World Resources Institute. En avril 2016, elle dirige Greenpeace International en tant que directrice exécutive avec Bunny McDiarmid (en) et ce jusqu'en 2022.
En plus de ces tâches à temps plein, Jennifer Morgan travaille pendant la présidence allemande du Conseil de l'UE en 2007 au sein du conseil consultatif du gouvernement fédéral sous la direction du chercheur sur le climat Hans Joachim Schellnhuber et soutient l'initiative Breaking the Climate Deadlock de l'ancien Premier ministre britannique Tony Blair depuis 2008. Elle a également travaillé comme rédactrice en chef d'un chapitre du cinquième rapport d'évaluation du GIEC et a été membre du Conseil du gouvernement allemand pour le développement durable (Rat für Nachhaltige Entwicklung). De 2010 à 2017, elle est membre du conseil consultatif scientifique de l'Institut de Potsdam pour la recherche sur l'impact climatique et est membre honoraire de Germanwatch.
Jennifer Morgan participe régulièrement aux conférences des Nations unies sur les changements climatiques,.

### Représentante spéciale pour la politique climatique internationale
Le 8 février 2022, Jennifer Morgan est nommée au ministère fédéral des Affaires étrangères de la République fédérale d'Allemagne en tant que représentante spéciale pour la politique climatique internationale, malgré l'opposition d'une partie de la classe politique, avançant un risque de lobbyisme. Pour ce faire, cependant, elle doit acquérir la nationalité allemande, ce qu'elle a fait le 28 février 2022. Son supérieur Anna Baerbock a formulé de grandes attentes lors de sa nomination en février 2022, déclarant « en tant que dirigeante, Jennifer Morgan mènera notre politique étrangère climatique, élargira les partenariats avec d'autres pays du monde et mènera le dialogue avec la société civile dans le monde entier ».

### Articles (liste partielle)
- Jennifer L. Morgan, Claudio Maretti, Giulio Volpi. La déforestation tropicale dans le contexte du régime de changement climatique post-2012 . pp. 101–110 Dans : Paulo Moutinho et Stephan Schwartzman (Hrsg. ): Déforestation tropicale et changement climatique . Belém : IPAM/Washington DC, Environmental Defense, 2005.  (ISBN 858782712X) https://cmapspublic3.ihmc.us/rid=1H42JRS7V-275MYTJ-F3N/4930_TropicalDeforestation_and_ClimateChange.pdf#page=101
- Jennifer Morgan. Assurer un avenir climatique et énergétique sûr : points de vue de la société civile . Londres : Chatham House (Institut royal des affaires internationales), septembre 2006. https://e3g.org/wp-content/uploads/Gleneagles_Views_from_Civil_Society_Sept06.pdf
- Jennifer L. Morgan, Rebecca Bertram. Changement du climat économique et politique aux États-Unis et en Europe : où en est le Japon ? Londres : Third Generation Environmentalism Ltd., 2007. https://www.jstor.org/stable/resrep17772
- Stefan Rahmstorf, Jennifer Morgan, Anders Levermann et Karsten Sach. Compréhension scientifique du changement climatique et de ses conséquences pour un accord mondial . Dans : Hans Joachim Schellnhuber et al. (éd. ): La durabilité mondiale : une cause Nobel . Cambridge University Press, 2010. (pp. 67–80)
- Lutz Weischer, Jennifer Morgan, Milap Patel. Clubs du climat : de petits groupes de pays peuvent-ils faire une grande différence dans la lutte contre le changement climatique ? Dans : Revue de droit communautaire et international de l'environnement (RECIEL), Vol. 21, n° 3 (novembre 2012), p. 177–192. https://doi.org/10.1111/reel.12007
- Jennifer Morgan, Kevin Kennedy. Première prise : examen du plan d'action pour le climat du président Obama . Washington, DC : Institut des ressources mondiales. 25 juin 2013. https://www.wri.org/insights/first-take-looking-president-obamas-climate-action-plan
- Jennifer Margan. Volle Wende voraus . Dans : L'Européen. 2 juin 2013. https://www.theeuropean.de/jennifer-morgan/6926-globale-energiewende-und-deutsche-verantwortung
- Jennifer Morgan, Lutz Weischer. Le monde a besoin de plus d'énergiewende . Washington, DC : Institut des ressources mondiales, 30 juillet 2013. https://www.wri.org/insights/world-needs-more-energiewende
- Jennifer Morgan, David Waskow. Un nouveau regard sur l'équité climatique dans la CCNUCC . Dans : Politique climatique, Vol. 14, n° 1 (octobre 2013), p. 17–22. https://doi.org/10.1080/14693062.2014.848096
- Jennifer Morgan. 6 Fonctions pour l'Accord international sur le climat . Washington, DC : Institut des ressources mondiales, 17 mars 2014 https://www.wri.org/insights/6-functions-international-climate-agreement
- Michael I. Westphal, Pascal Canfin, Athena Ballesteros et Jennifer Morgan. Atteindre 100 milliards de dollars : scénarios de financement climatique et projections jusqu'en 2020 . Dans : Document de travail . Washington, DC : Institut des ressources mondiales, mai 2015
- Jennifer Morgan, Eliza Northrop. L'Accord de Paris va-t-il accélérer le rythme du changement ? Dans : FILS, Vol. 8, n° 5 (septembre/octobre 2017), https://doi.org/10.1002/wcc.471